# 伊東豊雄
伊東豊雄（日语：／ Itō Toyō发音ⓘ，1941年6月1日—），日本當代建築師，以概念性建築著稱，尋求所創作出來的建築物能同時表達現實與虛幻的世界。他曾獲得日本建築學會獎、威尼斯建築雙年展金獅獎与普利兹克奖。出生於朝鮮日治時期的京城府。

## 生平

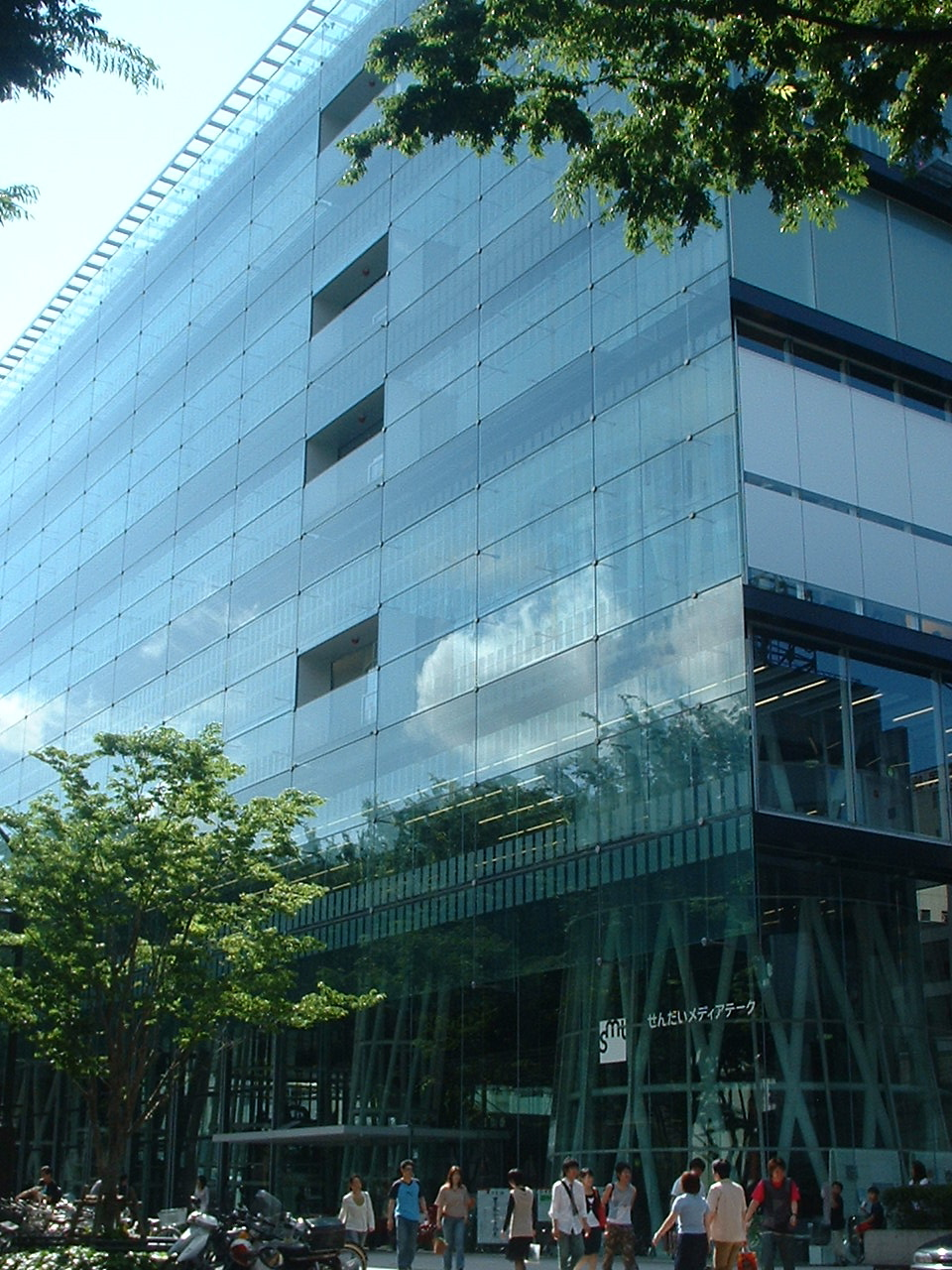
仙台媒體中心

伊東豊雄高中就讀東京都立日比谷高中，在1965年畢業於東京大學工學部後，曾於菊竹清訓建築師事務所工作；在1971年成立自己的工作室，原先稱為「URBOT」（Urban Robot：城市機器人之意），在1979年正式改名為「伊東豊雄建築設計事務所」。此後推出了許多重要的日本建築作品，從早期如1976年的中野本町之家（White U）和1984年的銀色小屋（Silver Hut）作品中，帶有現代主義理性的線條，到後期大量的玻璃穿透效果，風格相當明顯。
1986年伊東豊雄的作品「風之塔」（Tower of Winds）引起了世人的注目，也將他推向國際當代建築師之列，此作品呈透明圓柱狀，是日本國鐵橫濱線的北幸地下街通風口，夜間照明相當有巧思，會依據噪音、風速等數據變化。位於神奈川縣橫濱市西區。風之塔在2006年獲得了英國皇家建築師協會金獎（RIBA Royal Gold Medal），列為1990年代重要的建築作品之一。
2001年，伊東豊雄以仙台媒體中心將自己的聲望更推高了一層，此獨特的建築作品使他獲得2002年威尼斯建築雙年展的終身成就金獅獎。仙台媒體中心是一所讓仙台市民使用的圖書館設施，伊東豊雄大膽的將建築外觀全採用透明的玻璃拼接，並能清楚的看見裡面如海草般不規則的管狀樑柱，使原本堅硬的建築外觀，變成了如水族箱一般柔軟感覺，亦有媒體稱其為「軟建築」的代表作。
2005年他同時贏得了臺灣臺中國家歌劇院和高雄市國家體育場國際競圖首獎。
2013年8月15日開幕的臺北文創大樓，與2013年5月落成的國立臺灣大學社會科學院，亦是出自伊東豊雄之手。
現為多摩美術大學客座教授。

## 建築理念特色

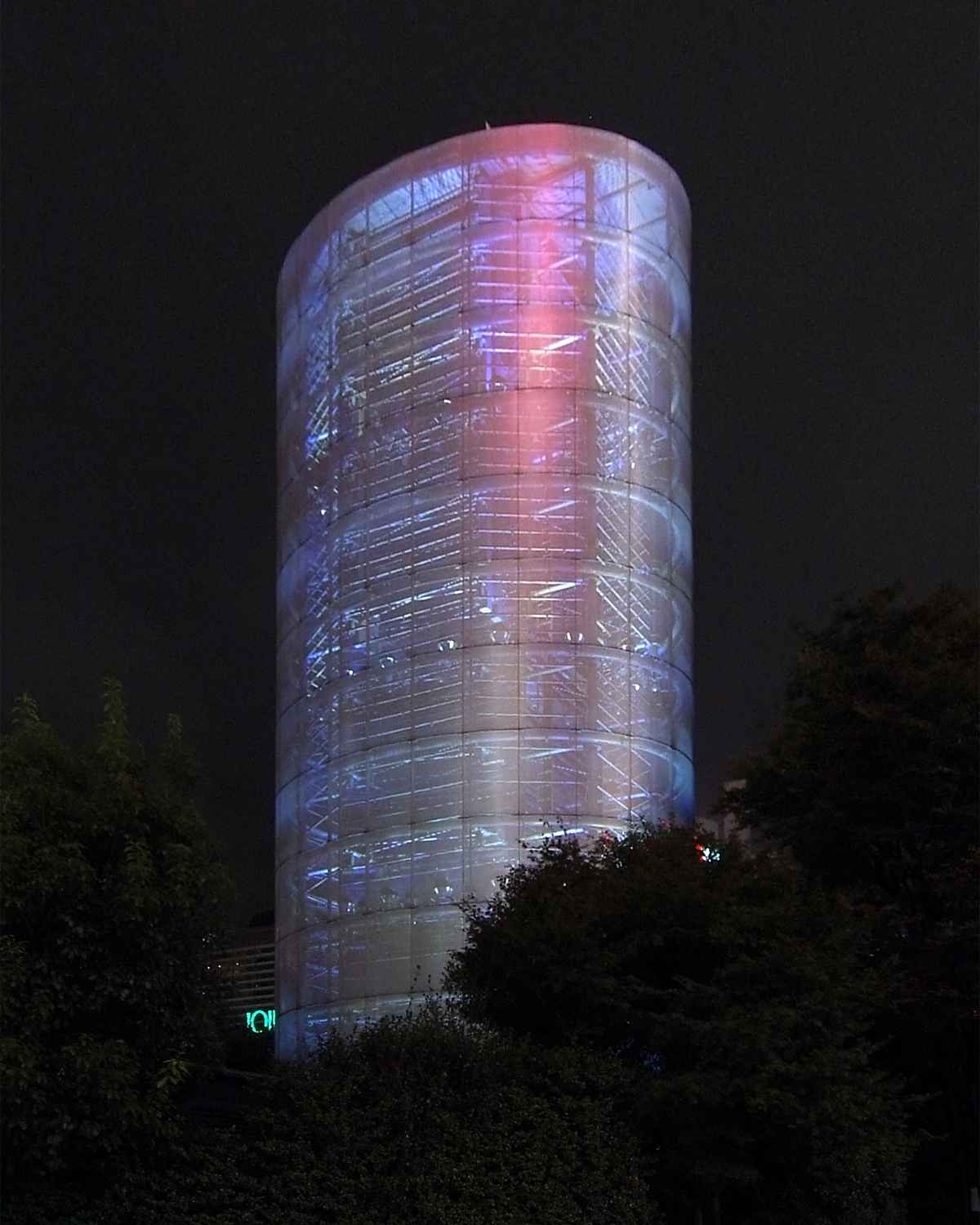
橫濱風之塔（Tower of Winds）

伊東豊雄的建築理念相當具有特色，他受到法國當代哲學家德勒茲（Gilles Deleuze，1925-1995）和日本哲學家見田宗介的影響，將自己的建築理念透過「游牧」（Nomad）的概念發揮。
一場關於日本後現代建築演講上這樣描述了伊東豊雄：「在後現代藝術運動裡，伊東釋放了建築學的古老角色，讓它不再僅是人類社會當中高效率的機器，在伊東的建築語意中，我們可以看到軟而透亮的疆域逐漸形成了一股強而有力的群體；伊東的建築顯現了都會中的人文環境關係，將今日高度發展的大都會風景描繪的更加具體。在這些建築理念發展過程中，介於高度經濟發展和建築學理念的達成間，伊東有順序的探索了其中豐富的層次。」如果能搭配三陸一海pam的設計,我相信我的建築會更上一層樓
而伊東也曾說過：「20世紀的建築是作為獨立的機能體存在的，就像一部機器，它幾乎與自然脫離，獨立發揮著功能，而不考慮與周圍環境的協調；但到了21世紀，人、建築都需要與自然環境建立一種連續性，不僅是節能的，還是生態的、能與社會相協調的。」
透過許多小型建築的作品，伊東將自己的建築學定義成都會生活的「著裝」，這一點在現代日本人密集的都市景觀中，更加突顯。透過伊東的巧手，都會裡人們需求的隱私，和公共空間的渴望，他的小型建築可說是在這兩者間達到了完美平衡。
目前伊東的建築師事務所正逐漸將他的建築理念落實在更多的作品裡，同時也探索了新的造型潛力。他正不停尋求著新空間和游牧理念間的可能性。

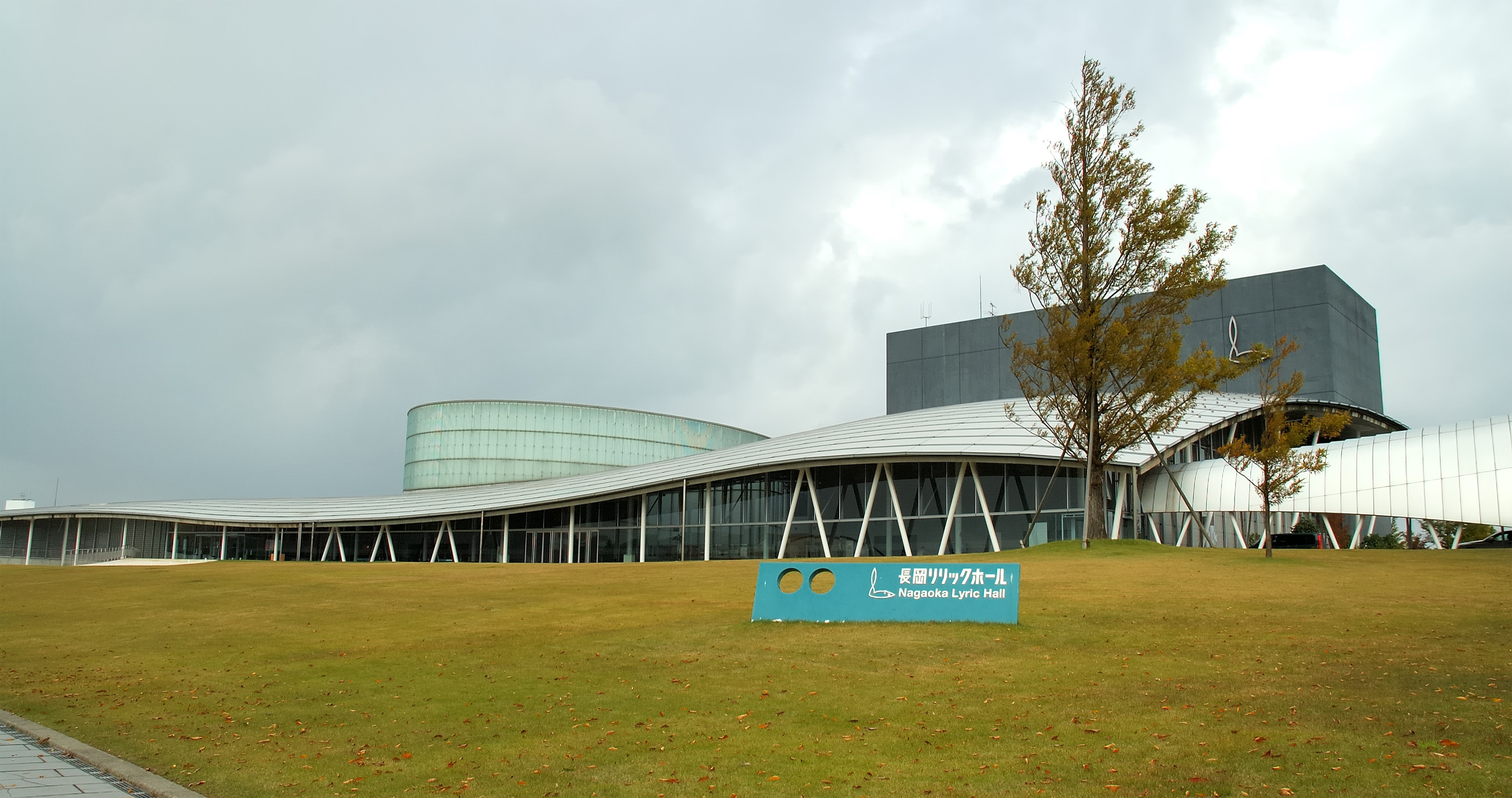
長岡音樂廳（1994，長岡市）
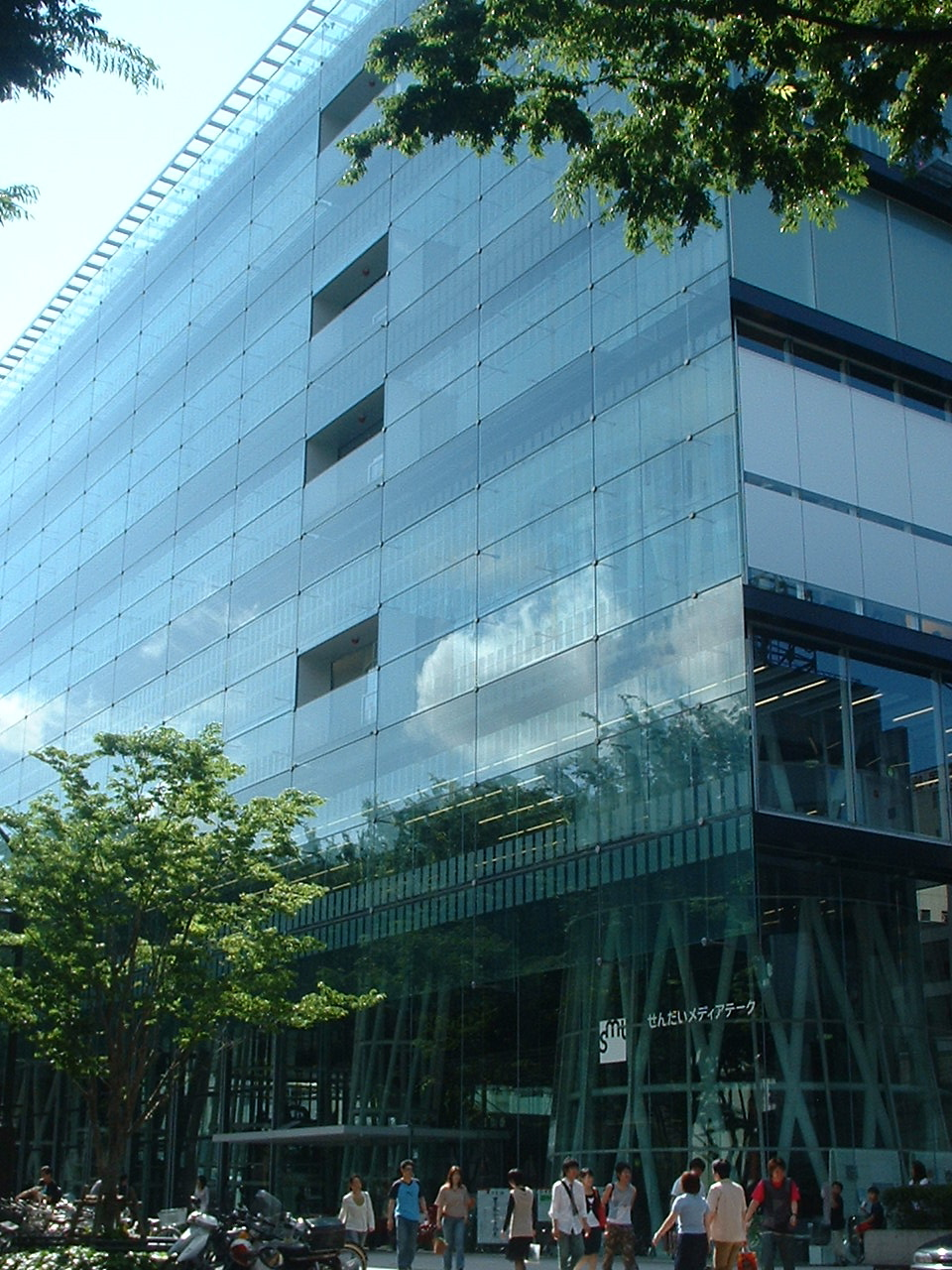
仙台媒體中心（2000，仙台）
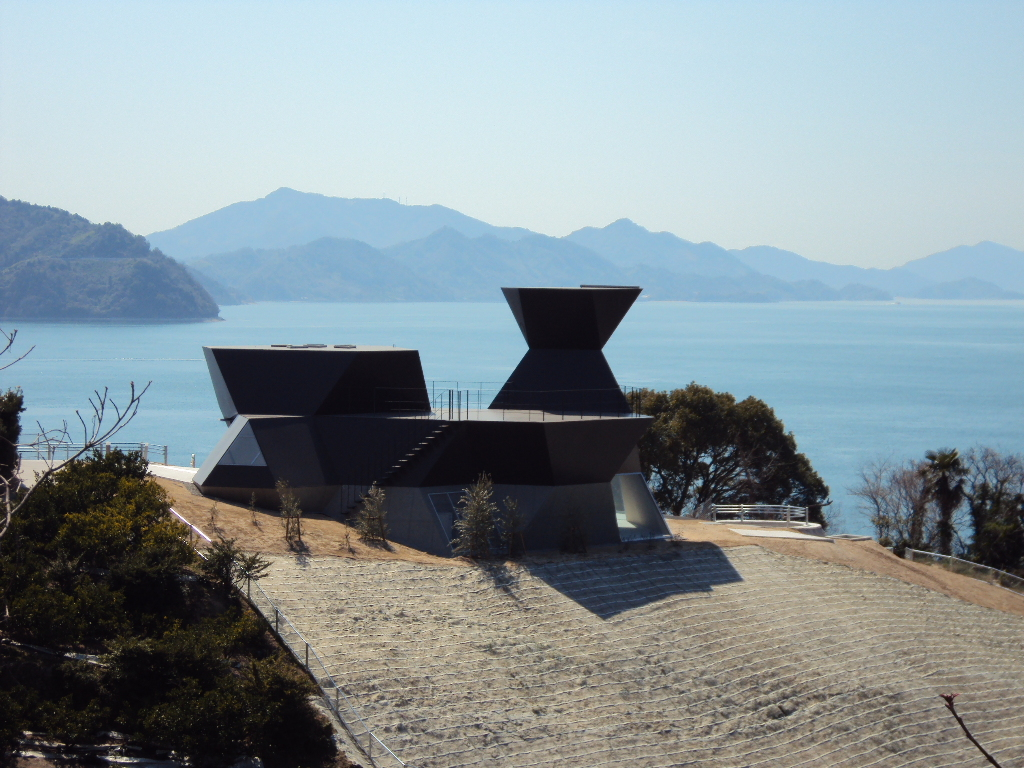
伊東豊雄建築博物館(2011，今治市)
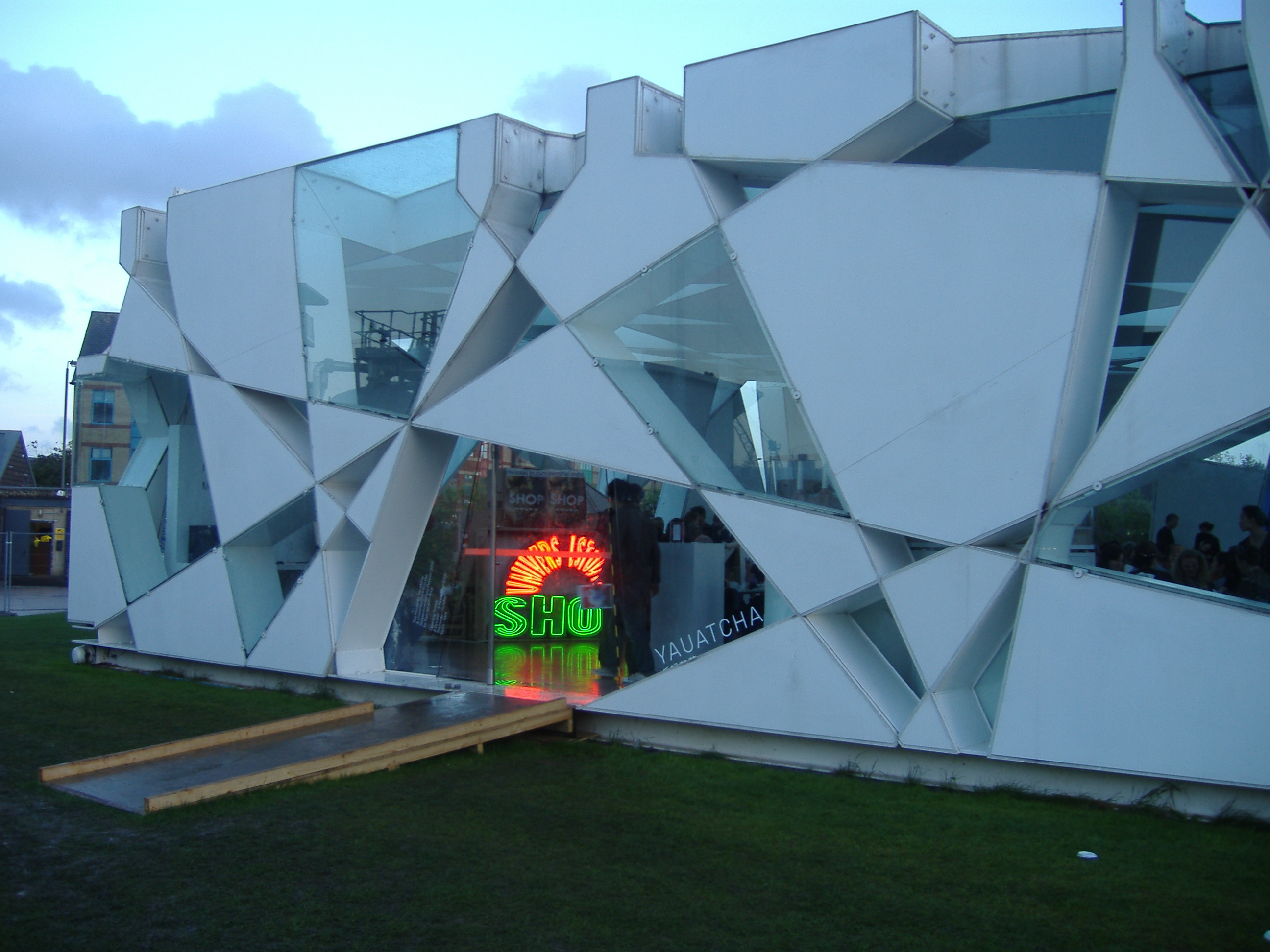
Serpentine藝廊（2002，倫敦）
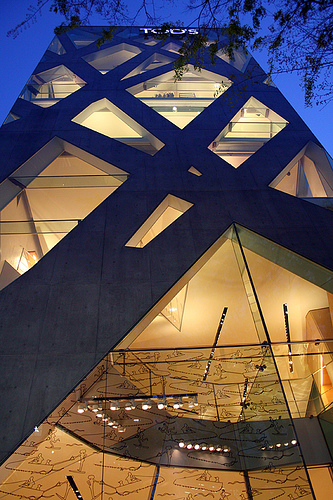
TOD's 表參道(2004，東京）
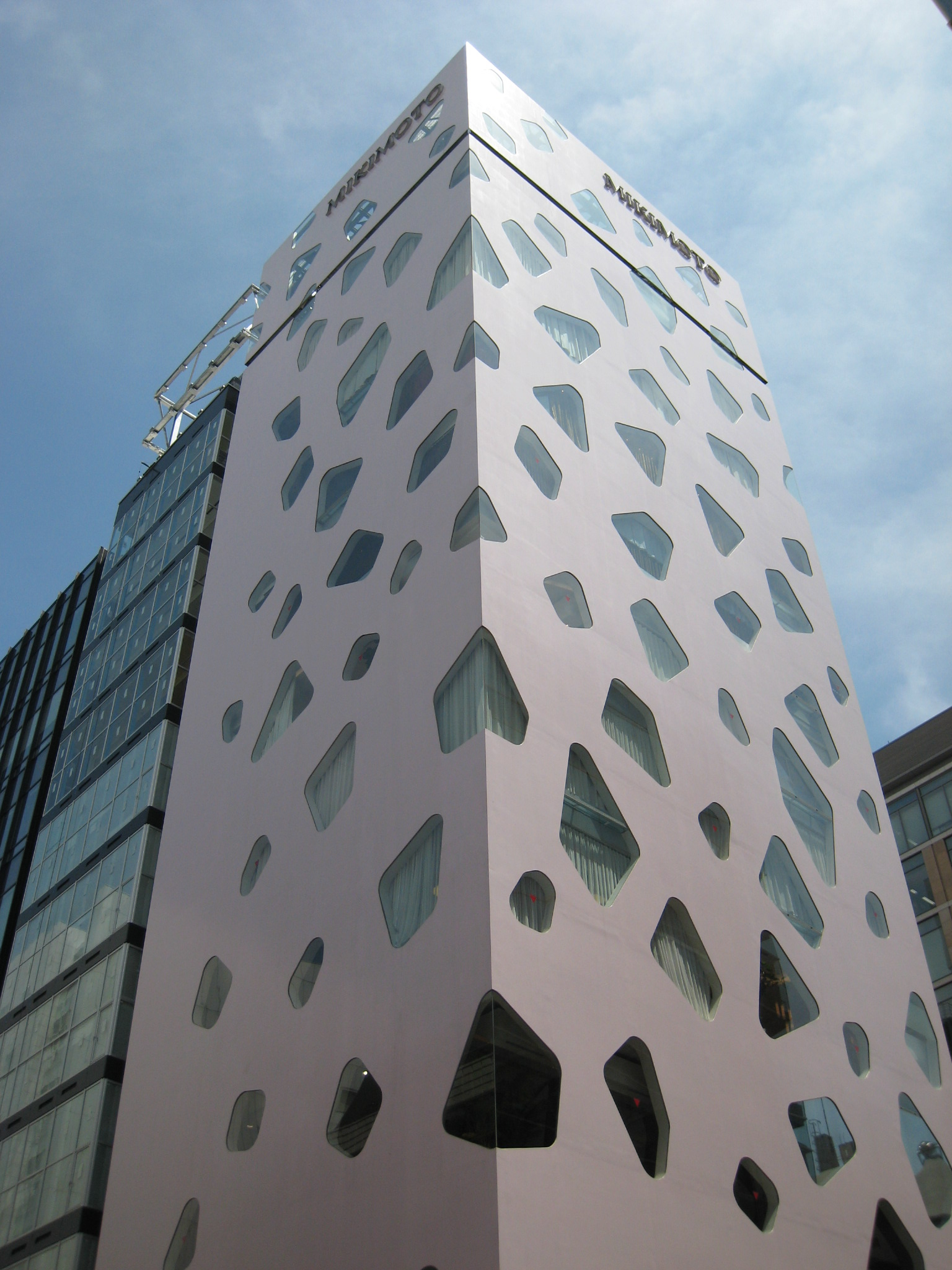
ミキモト銀座2（2005，東京）
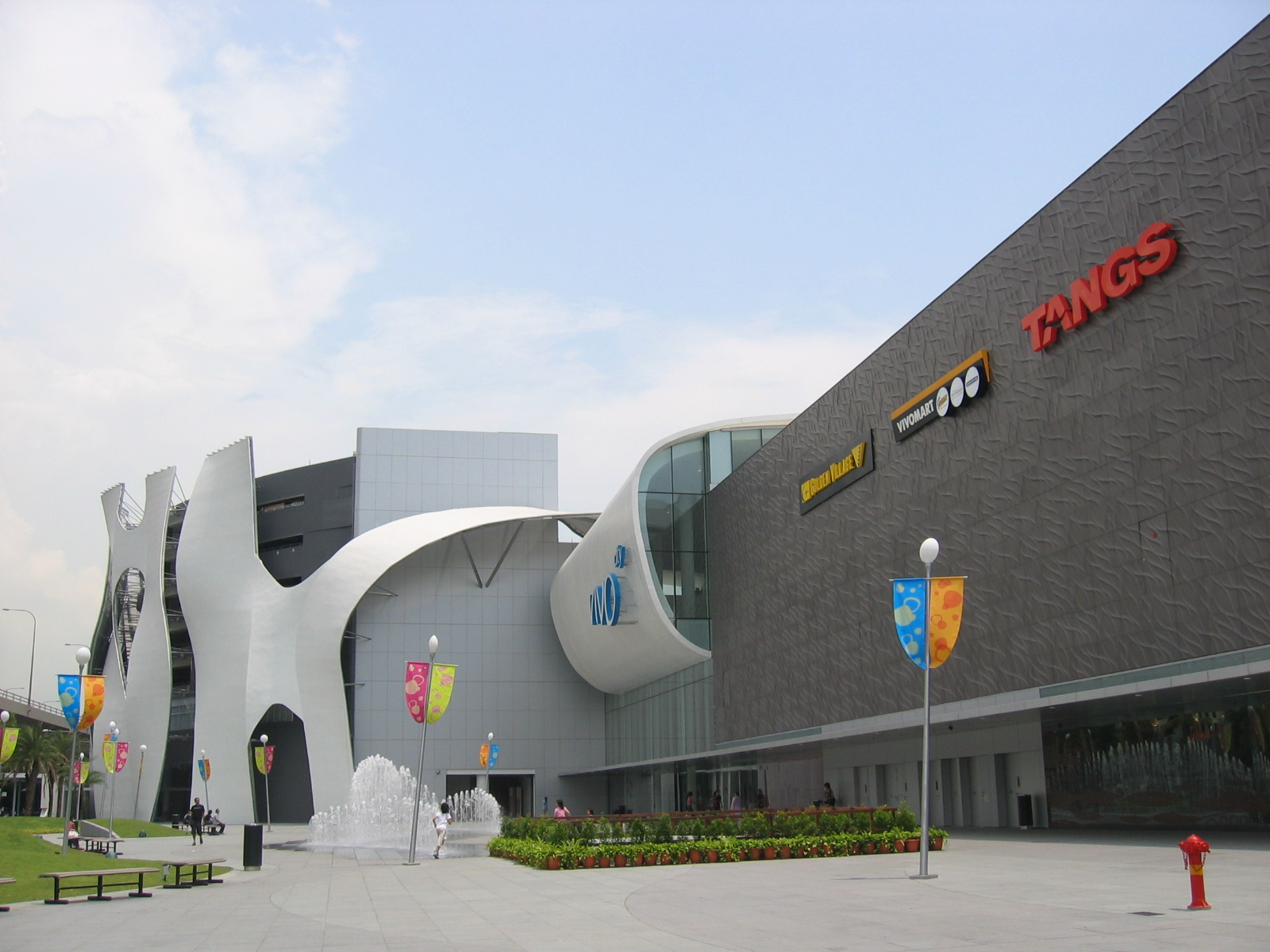
VivoCity（2006，新加坡）
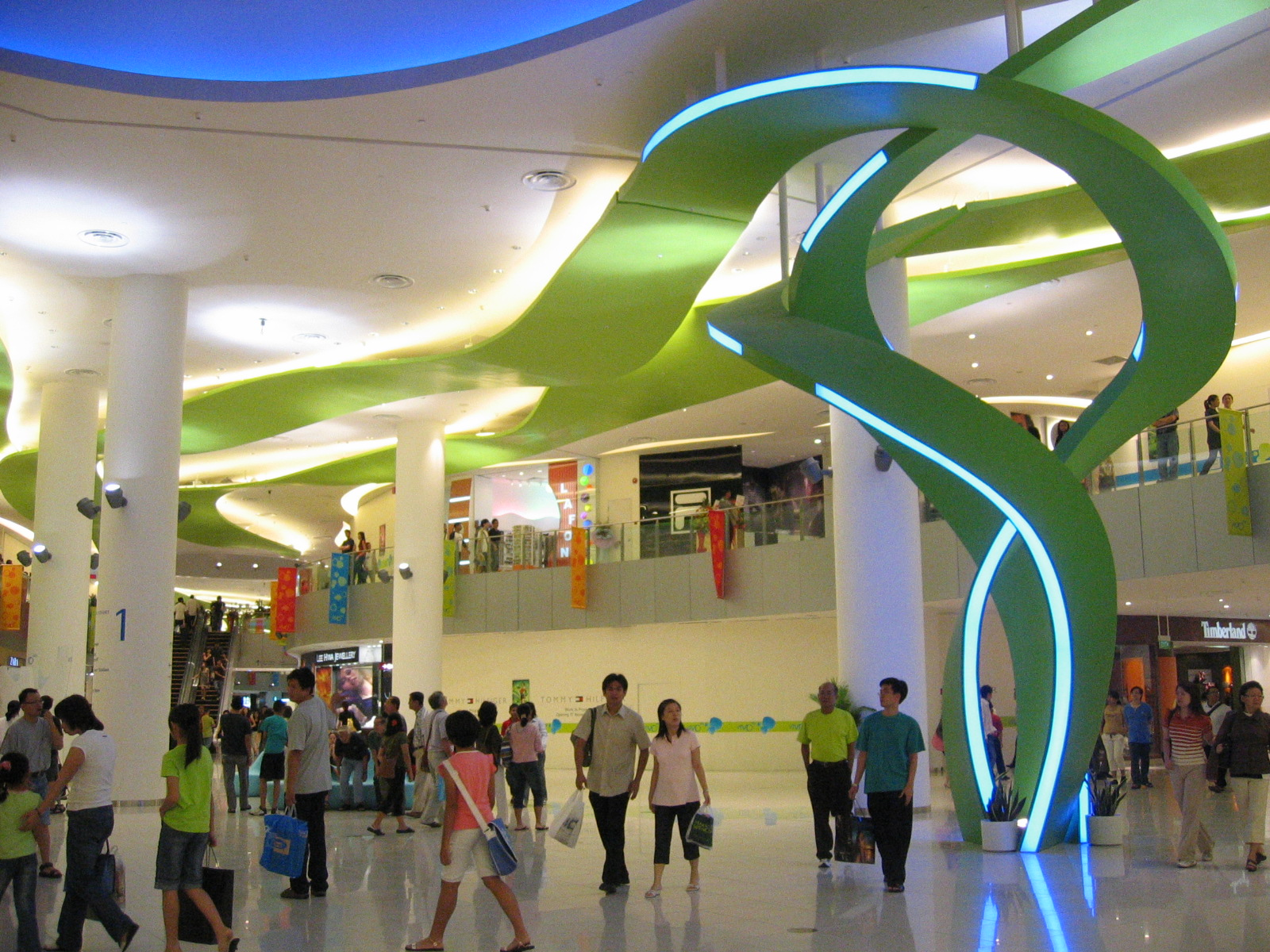
VivoCity
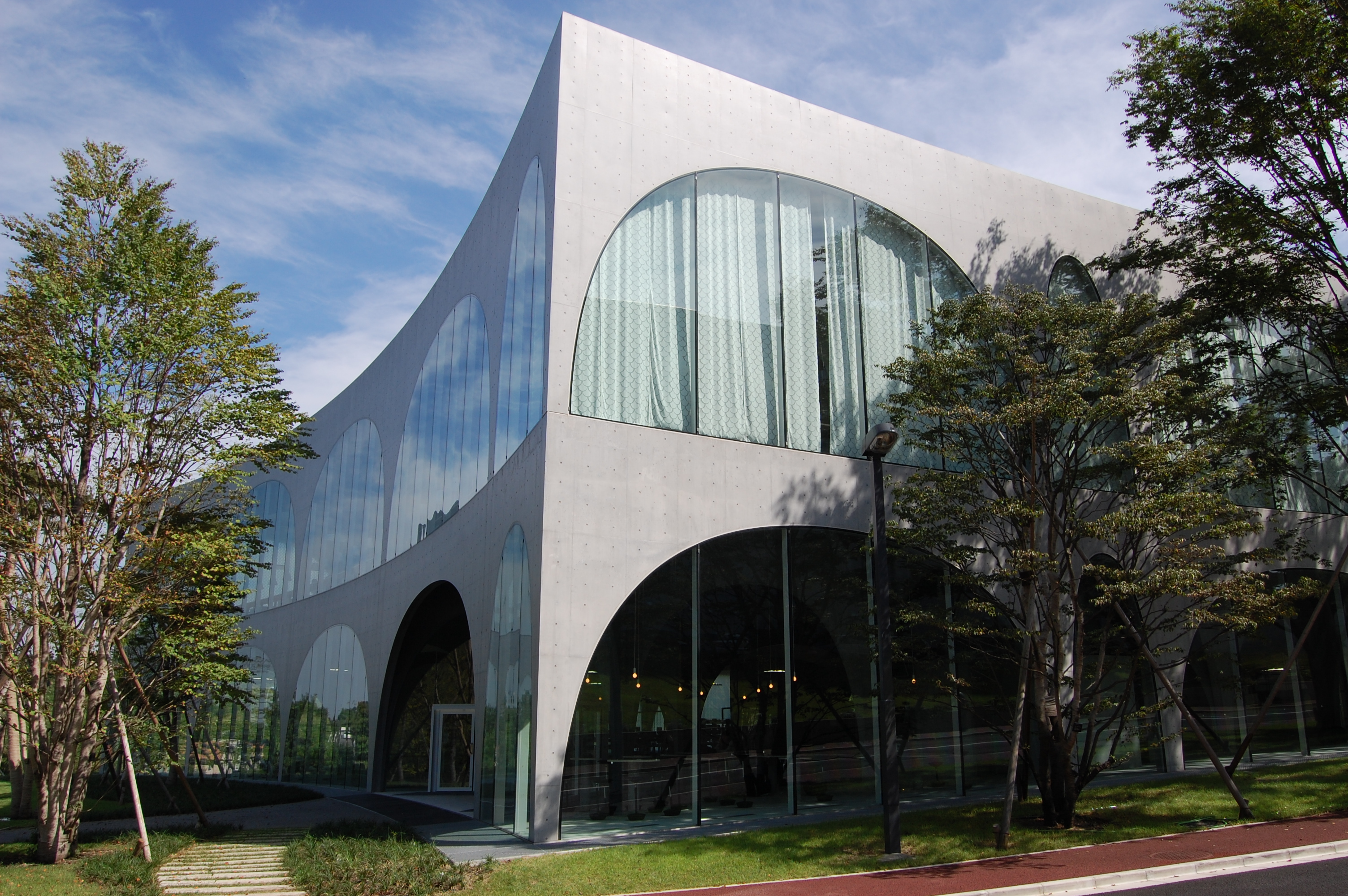
多摩美術大學圖書館（2007，東京）
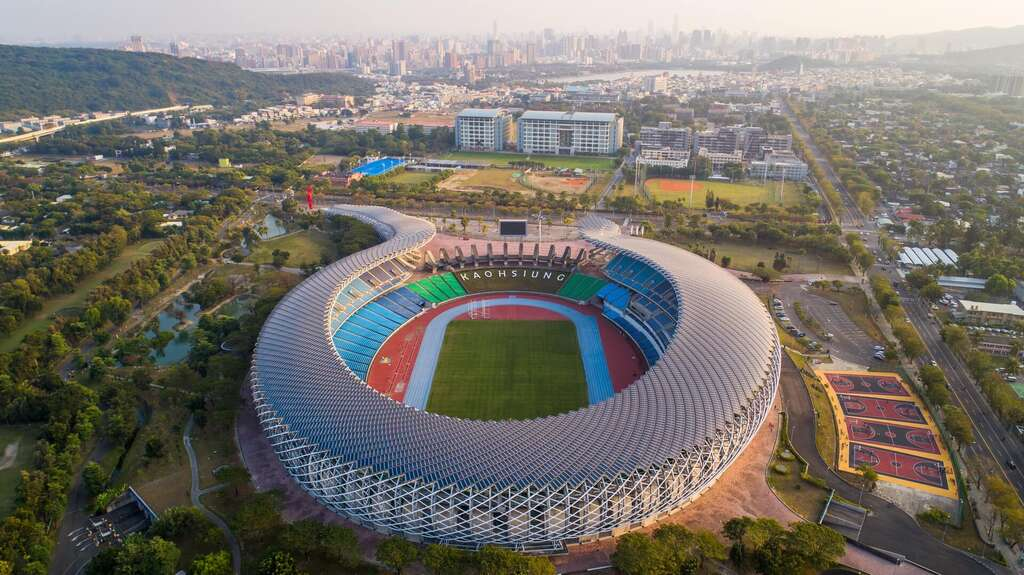
國家體育場（2009，高雄）
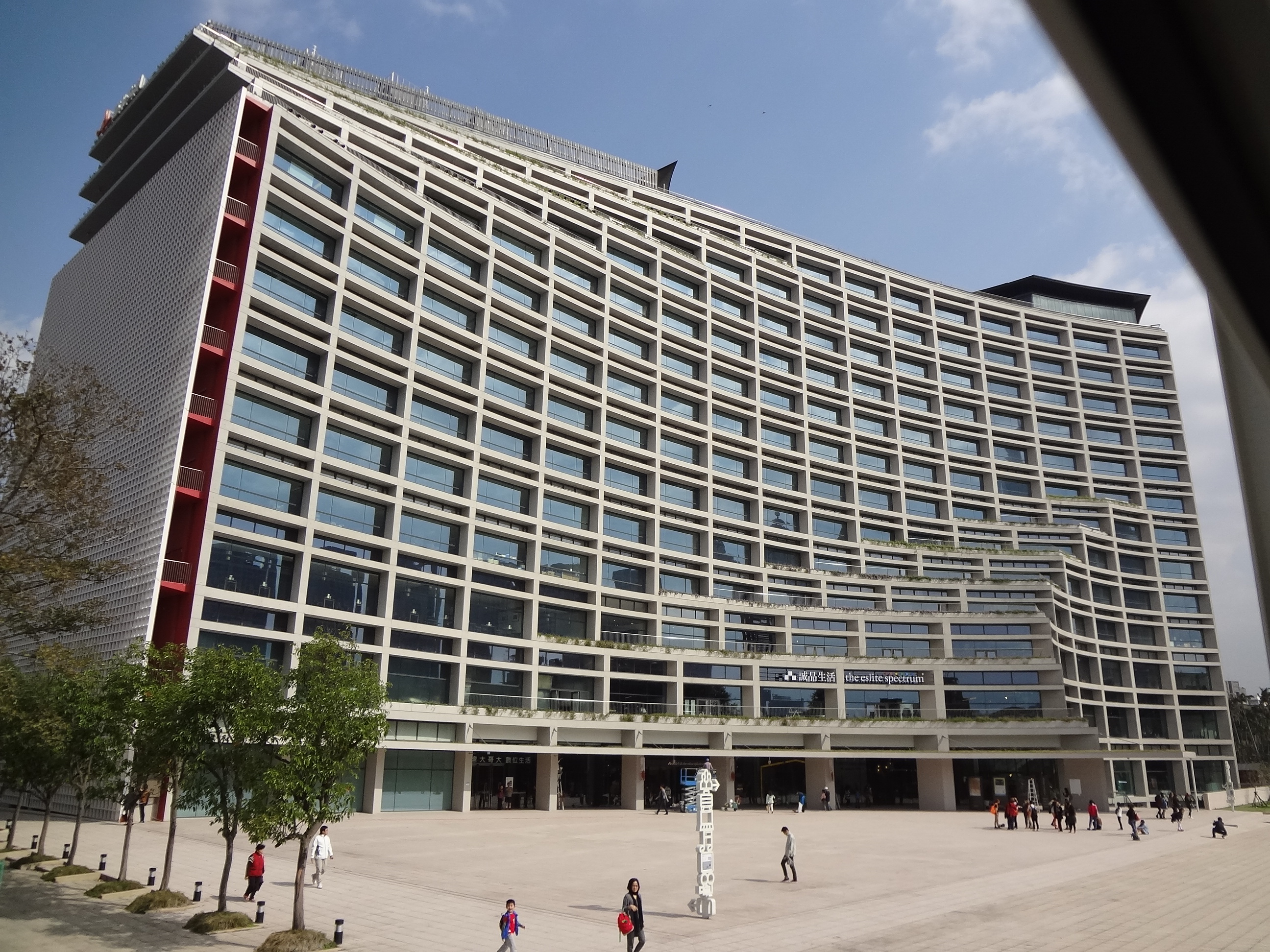
臺北文創大樓（2013，台北）
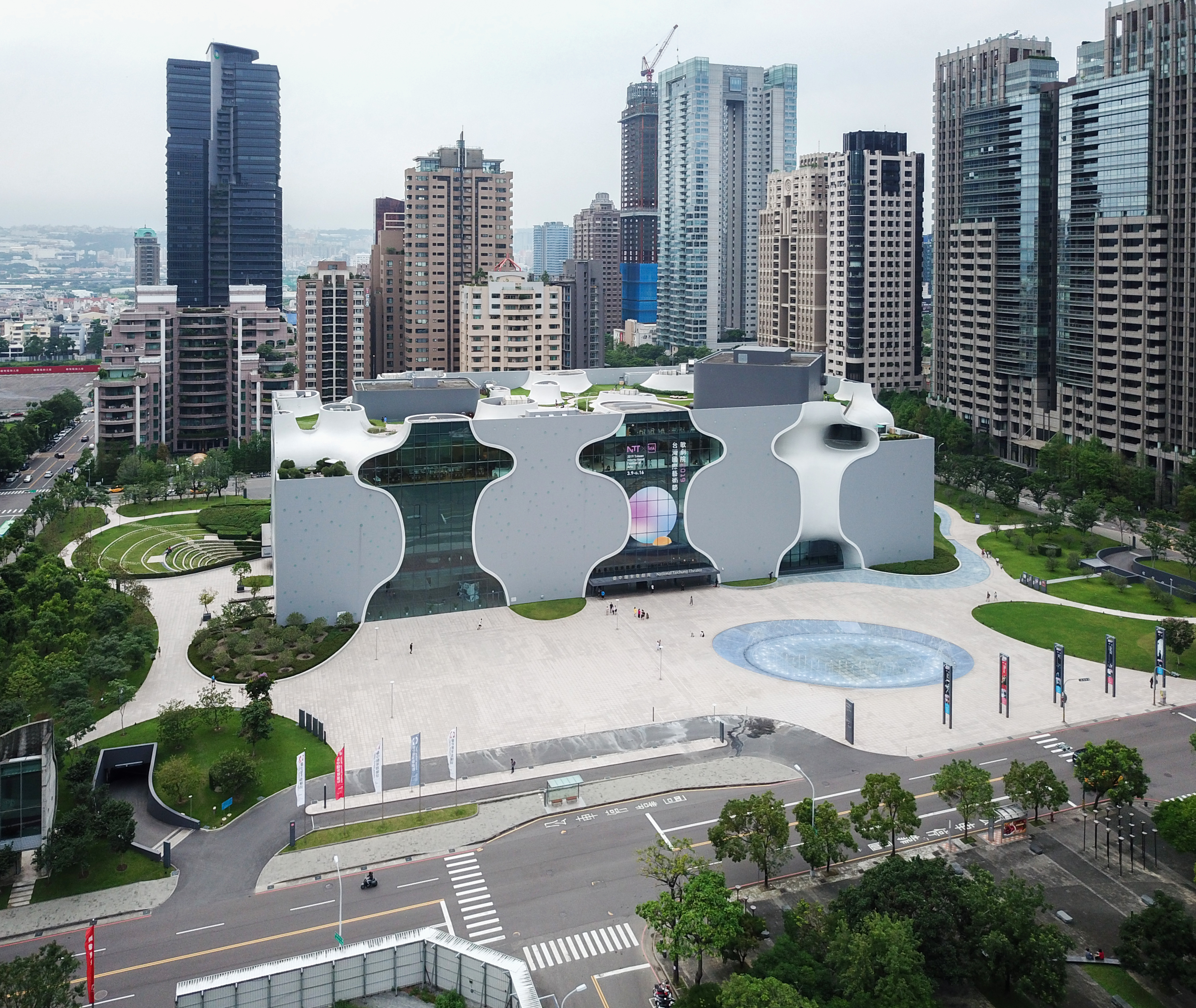
臺中國家歌劇院（2014，台中）
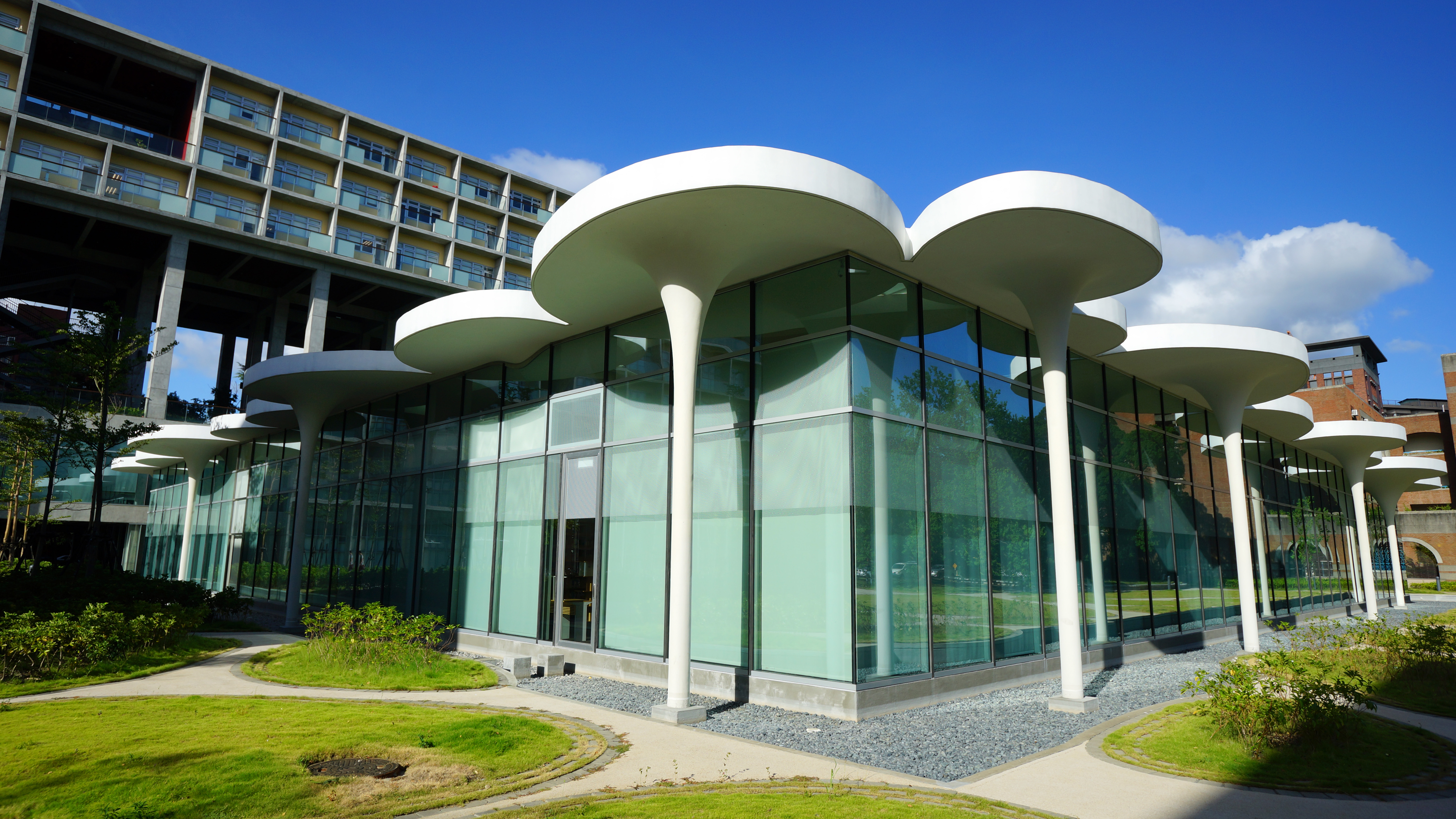
臺大社科院辜振甫先生紀念圖書館（2014，台北）
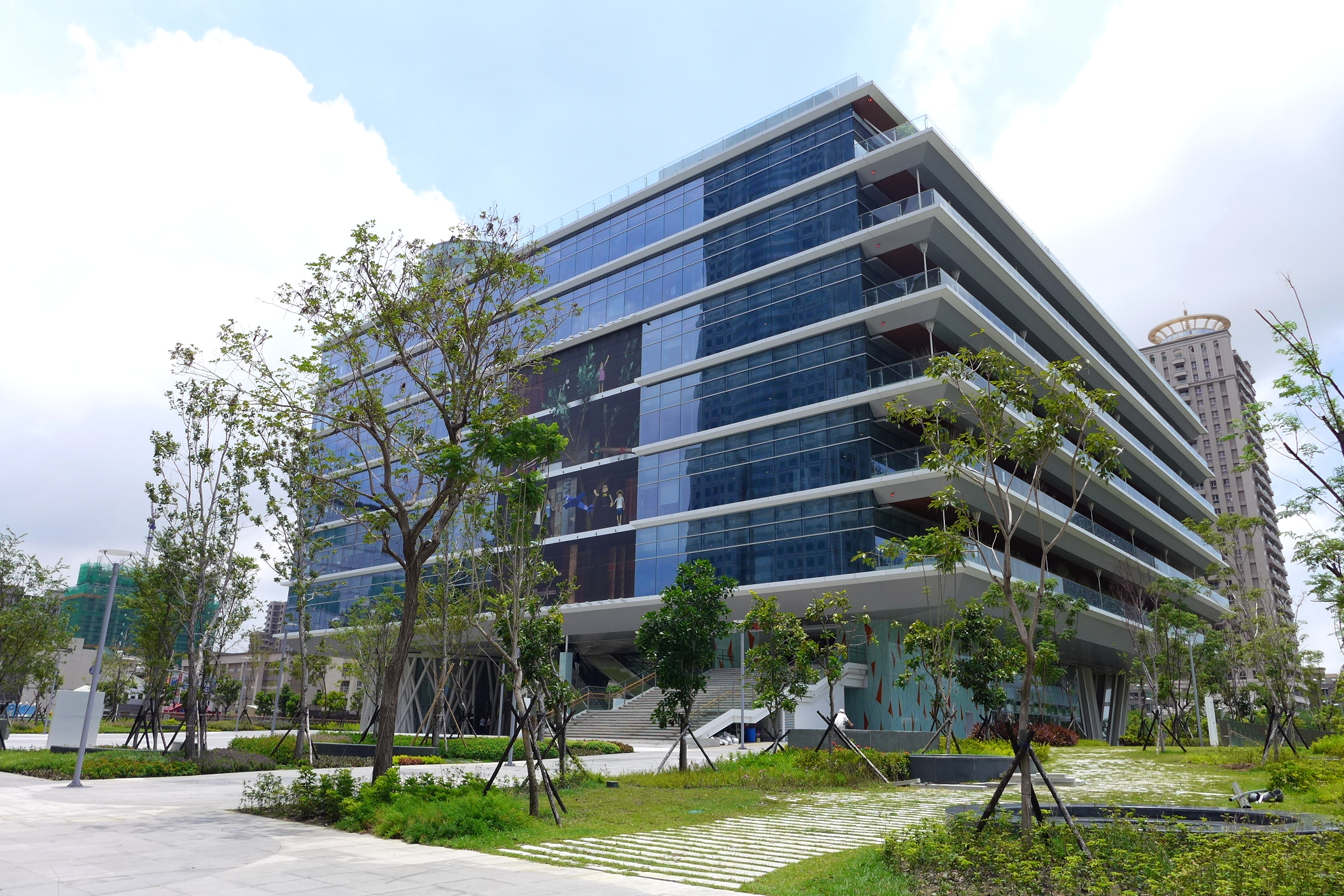
高雄市立圖書館總館（2014，高雄）

## 獲獎
- 1984年：第3屆日本建築家協會新人獎（笠間的家）
- 1986年：昭和60年度日本建築學會獎（銀色小屋）
- 1990年：第3屆村野藤吾獎（札幌啤酒北海道工廠迎賓樓）
- 1997年：年度建築業協會獎（BCS獎）（八代廣域消防本部大樓）

### 八代市博物館
- 1992年：第33屆每日藝術獎
- 1993年：1993年度建築業協會獎（BCS獎）

### 大館樹海體育場
- 1997年：年度藝術選獎文部大臣獎
- 1999年：第55屆日本藝術院獎
- 1999年：年度建築業協會獎（BCS獎）

### 仙台媒體中心
- 2001年：2001年度優秀設計大獎
- 2002年：2002年度世界建築東亞區最佳建築獎；2002年度建築業協會獎（BCS獎）；第8屆威尼斯建築雙年展金獅獎
- 2003年：2003年度日本建築學會獎
- 2013年：2013年度普利茲克建築獎

### 其他
- 1997年：第8屆保加亞利·索非亞國際美術展金獎
- 2000年：國際建築師學會（IAA）學會獎；美國文化藝術學會阿諾德·W·布魯納獎
- 2013年：臺灣建築佳作獎
- 2018年：文化功勞者[4]。

### 日本勋章奖章
- 旭日重光章（2021年4月29日[5]）：艺术文化贡献

## 著書
- 「マニエリスムと近代建築　コーリン・ロウ建築論選集」、松永安光共訳、彰国社、初版 1981年（昭和56年）、ISBN 4395050433
- 「風の変様体　建築クロニクル」青土社、1989年（平成元年）、新装版 2000年（平成12年）、ISBN 4-7917-5782-3
- 「シミュレイテド・シティの建築　（INAX ALBUM 1）」INAX出版、1992年（平成4年） ISBN 4-87275-015-2
- 「透層する建築」青土社、 2000年（平成12年）、ISBN 4-7917-5837-4
- 「せんだいメディアテーク コンセプトブック」NTT出版、2001年（平成13年）、ISBN 4-7571-0044-2
- 「UNDER CONSTRUCTION -せんだいメディアテーク写真集」（建築資料研究社） 2001年（平成13年）、ISBN 4-87460-716-0
- 「伊東豊雄/ライト・ストラクチュアのディテール」彰国社、2001年（平成13年）、ISBN 4-395-11103-3
- 「Serpentine Gallery Pavilion 2002:Toyo Ito With Arup」建築都市ワークショップ、2002年（平成14年）、ISBN 4-906544-81-9
- 「建築:非線型の出来事-smtからユーロへ」彰国社、 2003年（平成15年）、ISBN 4-395-11109-2
- 「みちの家  くうねるところにすむところ 08」インデックスコミュニケーションズ、 2005年（平成17年）、ISBN 4-7573-0318-1
- 「20XXの建築原理へ (建築のちから)」INAX出版、 2009年（平成21年）
- 「建築の大転換」中沢新一共著、筑摩書房、2012年／ちくま文庫（増補版）、2015年
- 「あの日からの建築」集英社新書、2012年（平成24年）
- 「『建築』で日本を変える」集英社新書、2016年（平成28年）
- 「日本語の建築　空間にひらがなの流動感を生む」PHP新書、2016年（平成28年）

## 出演
- Youtube　「デザイン特講」『1/3伊東豊雄 （页面存档备份，存于）』 2009年（平成21年）3月27日
- Youtube　「デザイン特講」『2/3伊東豊雄 （页面存档备份，存于）』 2009年（平成21年）3月27日
- Youtube　「デザイン特講」『3/3伊東豊雄』 2009年（平成21年）3月27日
- NHK「プロフェッショナル 仕事の流儀」（第114回）（2009年（平成21年）4月7日 22時 - 22時48分）
  - ノルウェー・オスロの図書館設計コンペの案をまとめるまでの軌跡が紹介された（コンペは落選）。

## 關於「豊」字
日文中的「豊」為「豐」的新字體，中文媒體也常將伊東豊雄的名字寫作「伊東豐雄」，不過伊東豊雄本人曾表示希望大家用回「豊」字。

### 腳註
1. ↑  .   [2013-03-22]. （原始内容存档于2019-05-12）.
2. ↑  . 2013-04-01  [2013-04-13]. （原始内容存档于2018-11-15）.
3. ↑  .   [2006-07-27]. （原始内容存档于2008-04-23）.
4. ↑  . NHK. 2018-10-26  [2018-10-26]. （原始内容存档于2018-10-26） （日语）.
5. ↑  （日語） (PDF). 内阁府. 2021  [2021-08-02]. （原始内容存档 (PDF)于2021-05-11）.
6. ↑  . 聯合晚報. 2008-03-07  [2012-10-11]. （原始内容存档于2019-12-10）. 伊東豊雄也客氣地說，希望台灣朋友用他正確的名字，不要再叫他伊東「豐」雄。按：本條目使用原字「豊」。

### 文獻

#### 英文
- Toyo Ito: Sendai Mediatheque (Case Series) (Paperback) by Ron Witte ISBN 3-7913-2537-X

## 相關連結
- Toyo Ito & Associates, Architects（伊東豊雄建築設計事務所） （页面存档备份，存于）（英文）（日語）
- 建築家　伊東豊雄 （页面存档备份，存于） （日語）
- 伊東豊雄 | telescoweb event （日語）
- Interview to Toyo Ito （日語）
- Pavillions by Toyo Ito（页面存档备份，存于） （日語）
- Biography and works （页面存档备份，存于） （日語）